# Bull (pharaon)
Bull (tạm dịch là Bò Đực) là tên tạm thời của một người cai trị nhỏ thời tiền sử, từ khoảng năm 3250 trước công nguyên. Sự tồn tại của ông đang gây tranh cãi. Ông được coi là người cai trị thời đại đồ đá mới của kỉ Naqada III ở miền nam Ai Cập.
Nếu như "Kim Ngưu" thực sự là tên của một người cai trị, thì ông chủ yếu được nhắc tới qua những viên ngà voi từ lăng mộ Abydian Uj của Umm el-Qaab và từ một tác phẩm điêu khắc đá trên núi Gebel Tjauty.
Nhà Ai Cập học Gunter Dreyer cho rằng sự tồn tại của Vua "Kim Ngưu" từ những vết rạch trên một bức tượng của thần Min, được ông coi là những phán quyết. Ông nghi ngờ rằng những hàng hoá được dành cho Vua Scorpion I, đến từ hàng hoá trong miền của Vua "Bull" và do đó biểu tượng con bò đực bắt nguồn từ tên của người sau này.
Xác nhận thêm về sự tồn tại của người cai trị này là việc giải thích một hình vẽ trên đá được phát hiện vào năm 2003 trong Gebel Tjauty ở sa mạc phía tây Thabes. Do đó, nó đại diện cho một chiến dịch thành công của Vua Scorpion (I) chống lại Vua "Kim Ngưu". Trận chiến này có thể là một phần của sự tập trung quyền lực ở Ai Cập cuối thời tiền sử: Scorpion I, hoạt động từ Thinis, đã chinh phục khu vực Taurus ở Naqada.
Tuy nhiên, dấu hiệu con bò thường không đi kèm với chim ưng hoặc hoa thị vàng - cả hai đều đã được khẳng định là pharaoh trong thời kì Tiền triều đại - một phần của nghiên cứu nghi ngờ về sự tồn tại của nó với tư cách là một vị vua. Ví dụ, chuyên gia Ludwig D. Morenz và nhà Ai Cập học Jochem Kahl cho rằng sự phát triển của chữ tượng hình đang trong giai đoạn đầu của thời kì tiền triều đại và việc gắn các ký hiệu tượng hình riêng lẻ là hoàn toàn không đúng. Lý do là trong giai đoạn phát triển chữ viết đầu tiên này không có các yếu tố xác định cố định cho "địa phương", "Gau" và "khu vực" là tồn tại. Sự hiện diện của từ "Bull" có thể đại diện cho tên nhà vua như một lực lượng tấn công, nhưng cũng có thể là tên một địa điểm (VD: cho huyện núi bò). Cũng có mô tả những con bò đực liên quan tới các nghi lễ xưa "Bắt bò rừng" như tiền thân của cuộc chạy Apis sau này. Do đó, hình tượng "Bull" cũng không nhất thiết là tên một vị vua.